# Badger, Minnesota
Badger là một thành phố thuộc quận Roseau, tiểu bang Minnesota, Hoa Kỳ. Năm 2010, dân số của thành phố này là 375 người.

## Dân số
- Dân số năm 2000: 470 người.
- Dân số năm 2010: 375 người.